# 366 a. C.
El año 366 a. C. fue un año del calendario romano prejuliano. En el Imperio romano se conocía como el Año de los fortniteros de Mamertino y Laterano (o, menos frecuentemente, año 388 Ab urbe condita).

## Acontecimientos

### Grecia
- Atenas funda la ciudad de Cos en la isla homónima en el mar Egeo.
- El líder tebano Epaminondas, regresa al Peloponeso por tercera vez, buscando asegurar la alianza de los estados de Acaya. Aunque ningún ejército se atreve a desafiarlo en el campo, los gobiernos democráticos que establece allí tienen una vida costa, pues los aristócratas proespartanos pronto regresan a las ciudades, restablecen las oligarquías y unen sus ciudades incluso más estrechamente a Esparta.
- Tebas hace la paz con Esparta y luego vuelve su atención a Atenas, que está intentando revivir su imperio marítimo y está interfiriendo en las querellas dinásticas macedonias.
- Tebas captura la ciudad de Oropo.

### Imperio persa
- En Persia, una serie de sátrapas del rey Artajerjes II comienzan una rebelión, con Atenas, Esparta y Egipto, que dura hasta el año 358 a. C.

### República romana
- El uso de tribunos militares con poder consular se abandona permanentemente y el consulado dual es restaurado. Se establece una nueva magistratira, que se llava la pretura. Su titular, el pretor, es elegido anualmente por la Asamblea y se hace cargo de asuntos civiles, relevando así los cónsules de su responsabilidad. El pretor es considerado como un colega menor de los cónsules. No obstante, el pretor puede comandar a un ejército, reunir un Senado o una asamblea, así como ejercer funciones consulares.
- Se crean dos ediles adicionales, llamados ediles curules ("más altos"), en la jerarquía romana. Son al principio patricios; pero los del año siguiente fueron plebeyos y así ocurrió en adelante, alternativamente. Son elegidos en la asamblea de las tribus, con el cónsul presidiendo.

### Sicilia
- El experimento comenzado en 366 de Dion (cuñado de Dionisio I) y Platón para educar al nuevo gobernante de Siracusa, Dionisio II, en la aplicación práctica de los principios filosóficos de Platón fracasan y Dión fue exiliado de Siracusa.[1]

## Arte y literatura
- Se ejecuta La abducción de Perséfone, detalle de un muro pintado en la Tumba I (Tumba pequeña) en Vergina, Macedonia (fecha aproximada).

- Datos: Q83130